# Vụ bắt cóc và hành quyết người Copt ở Lybia 2015
Vào ngày 12 tháng 2 năm 2015, tổ chức Nhà nước Hồi giáo Iraq và Levant (ISIL) ra một thông cáo trên tạp chí điện tử Dabiq và đính kèm một bức ảnh chụp 21 nạn nhân là Kitô hữu Ai Cập do tổ chức này bắt cóc và hành quyết tại thành phố Sirt, miền Bắc nước Libya. Các nạn nhân (trong số đó có 13 người đến từ làng Al-Aūr, tỉnh Minya nước Ai Cập) bị bắt cóc tại thành phố Sirt trong hai đợt tấn công riêng biệt, một đợt rơi vào ngày 27 tháng 12 năm 2014 và đợt còn lại vào tháng 1 năm 2015. Đến ngày 15 tháng 2 cùng năm, một video quay lại cảnh binh sĩ thuộc ISIL xử chém 21 nạn nhân đã được đăng tải lên mạng.